# 제곱평균제곱근
수학에서 제곱평균제곱근(root mean square; rms) 혹은 이차평균(quadratic mean)은 변화하는 값의 크기에 대한 통계적 척도이다. 이것은 특히 사인함수처럼 변수들이 음과 양을 오고 갈 때에 유용하다.
이것은 유한 값들의 급수 혹은 연속적으로 변화하는 함수에 대해 모두 계산될 수 있으며, 명칭 그대로 값들의 제곱에 대한 평균의 제곱근이다.
또한 이것은 멱평균에서 지수 p = 2인 특수한 경우이다.

## 정의
일련의 값들(혹은 연속시간 파형)에 대한 제곱평균제곱근은 원래의 값(혹은 연속시간 파형을 정의하는 함수의 제곱)의 제곱들에 대한 산술평균(평균)의 제곱근이다.
{\displaystyle n}개의 값들 {\displaystyle \{x_{1},x_{2},\dots ,x_{n}\}}에 대한 제곱평균제곱근은 다음과 같이 주어진다:
{\displaystyle x_{\mathrm {rms} }={\sqrt {{{x_{1}}^{2}+{x_{2}}^{2}+\cdots +{x_{n}}^{2}} \over n}}.}
구간 {\displaystyle T_{1}\leq t\leq T_{2}}에서 정의된 {\displaystyle f(t)} 연속함수(혹은 파형)에 대응되는 식은 다음과 같다:
{\displaystyle f_{\mathrm {rms} }={\sqrt {{1 \over {T_{2}-T_{1}}}{\int _{T_{1}}^{T_{2}}{[f(t)]}^{2}\,dt}}},}
그리고 전체 시간에 대한 제곱평균제곱근은 다음과 같다:
{\displaystyle f_{\mathrm {rms} }=\lim _{T\rightarrow \infty }{\sqrt {{1 \over {2T}}{\int _{-T}^{T}{[f(t)]}^{2}\,dt}}}.}
주기함수의 경우 전체 시간에 대한 제곱평균제곱근은 한 주기의 제곱평균제곱근과 같다.

## 사용
전기공학에서는 전압과 전류의 이차평균을 써서 평균 전력을 구할 수 있는데, 이 때 각 이차평균값을 전압과 전류의 실효값이라 한다.

## 같이 보기
- 일반화된 평균
- 노름
- 평균